# ヤングスタジオ1431
ヤングスタジオ1431（ヤングスタジオいちよんさんいち、Young Studio 1431）は、岐阜放送ラジオでかつて放送されていた若者向けラジオ番組。愛称は「ヤンスタ」、「ヤンスタ1431」、「ヤングスタジオ」など。
1431は岐阜放送の周波数で、1978年のAM放送周波数一斉変更の前は『ヤングスタジオ1430』の番組タイトルだった。1971年10月18日開始、1997年3月30日終了。

## 概要
- 中京圏で活躍するパーソナリティや岐阜放送を中心に活躍するパーソナリティなどが登場し、多くのパーソナリティを育て上げた岐阜放送の名番組。
- 1970年代から80年代初めの頃ははがきの整理、選曲、番組進行はすべてパーソナリティに任されていた。
- 1983年4月改編で平日枠が「ナイトスクランブル 〜いそげ!ダイヤル1431〜」に変わったため、本番組は週末のみの放送となった。
- 2012年1月10日より、火曜深夜帯にオカダミノル（文筆家）がパーソナリティを務める『復刻版ヤングスタジオ1431 〜嗚呼!!あの日に帰れない〜』が放送を開始し、ぎふチャン開局50年目に合わせ1997年の放送終了から15年ぶりの復活となった。2019年8月まで放送された。

## 放送時間、放送時期
- 第1期：（〜1976年9月）月〜土曜 (毎日)22:00〜23:50／（1976年10月〜）月〜日曜 (毎日)22:00～23:50
- 第2期：（周波数変更後？）月〜日曜 (毎日)22:30〜23:50(「くみのハッピータイム」開始後は23:40まで）
- 第3期：（1983年4月〜1990年3月）土曜・日曜22:30〜23:40（『ナイトスクランブル 〜いそげ!ダイヤル1431〜』スタートにより、土日のみの放送に）／（1990年4月〜1997年3月30日）土曜・日曜22:00〜23:40（23:45、23:55）

## パーソナリティ
- つボイノリオ
- 河原龍夫（ハーさん、はあさん）
- 笠木透（フォーク歌手。日本におけるフィールド・フォークの第一人者。伝説の第一回全日本フォークジャンボリーの企画、プロデューサー。2014年死去）
- 神田卓朗（元岐阜放送アナウンサー（名曲「金太の大冒険♪」の神田さん））
- 戸井康成（また、岐阜ラジオの月～金ラヂオ 2時6時にも出演していた)
- 黒川慶一
- 九十九一
- 名和秀雄（岐阜市「名和昆虫博物館」元館長（2003年死去）
- 宮本忠博
- 福田（後藤）富美子 （フクちゃん。2005年死去）
- 松のちよみ
- 伊藤秀志
- 河伯
- 岡村洋一（俳優）
- 川島三栄子
- ジョニー・三村（歌手）
- 勝たかし
- 伊藤恵美
- 久米キンク
- 山名敏晴
- 渡部洋子
- 三浦恭子（ビバ、宇治金愛好会）
- いづもけい
- 野村好美
- 照井栞
- 加藤千咲花
- 和田明美
- 木戸照枝（おていちゃん）
- 市村恵美子
- 羽根ゆかり
- 上野真由美（元・トライアングル）
- 榊原忠美
- 桂三の丞
- 山中まゆみ

## パーソナリティの変遷
- 1971年10月 （番組開始当初）
  - 月：川島三栄子、火：ジョニー・三村　伊藤恵美、水：川島三栄子
  - 木：後藤富美子、金：勝たかし　伊藤恵美、土：？
- 1974年10月
  - 月：渡部洋子（キリカ）、火：坪井のりお（つボイノリオ）、水：三浦恭子（ビバ）
  - 木：山名敏晴、金：いづもけい（74年7月勝たかしから交替）、土：後藤富美子
- 1975年1月
  - 金：野村好美 に交替
- 1976年4月
  - 月：山中まゆみ(75年11月キリカから交替）火：三浦恭子、水：つボイノリオ
  - 木：山名敏晴、金：野村好美、土：後藤富美子
- 1976年10月
  - 月：山中まゆみ、火：山名敏晴、水：つボイノリオ
  - 木：三浦恭子、金：久米キンク、土：神田卓朗、日：笠木透
- 1977年4月
  - 水：輝井栞 に交替
- 1980年10月当時
  - 月：九十九一、火：加藤千咲花、水：河伯
  - 木：和田明美、金：木戸照枝、土：市村恵美子、日：河原龍夫
- 1981年4月
  - 月：松のちよみ、火：伊藤秀志、水：河伯
  - 木：和田明美、金：羽根ゆかり、土：木戸照枝、日：河原龍夫
- 1982年4月
  - 木：上野真由美 に交替
- 1982年10月
  - 金：榊原忠美、土：岡村洋一 に交替
- 1983年4月
  - 土：岡村洋一、日：河原龍夫
- 1986年4月
  - 日：宮本忠博 に交替
- 1991年4月
  - 土：戸井康成 に交替
- 1995年10月
  - 日：桂三の丞 に交替

## オープニング・エンディングテーマ
- Time and Love （The 5th Dimension）

オープニングの「ヤングスタジオ1431」の声は神田アナウンサー